# Santa Rita (paroisse civile)
Pour les articles homonymes, voir Santa Rita.
Santa Rita est l'une des quatre paroisses civiles de la municipalité d'Escuque dans l'État de Trujillo au Venezuela. Sa capitale est La Mata.